# Club de Deportes La Serena
O Club de Deportes La Serena é um clube de futebol chileno. Sua sede fica na comuna e cidade de La Serena, localizada na província de Elqui, na região de Coquimbo. Atualmente, disputa a primeira divisão do Campeonato Chileno.

## História
A origem do clube se remonta à seleção amadora de futebol da cidade de La Serena, que foi campeã do torneio nacional amador em 1949, 1951 e 1954. Diante do sucesso, a cidade foi convidada a participar do futebol profissional, assim, em 9 de dezembro de 1955, foi fundado o Club de Deportes La Serena, a primeira equipe profissional do norte do Chile. Logo em sua segunda participação, já foi campeão da segunda divisão, assim estreou na Primeira divisão em 1958. Em 1959, foi finalista da Copa do Chile, mas perdeu para o Santiago Wanderers, além de ter sido rebaixado pela primeira vez. Mesmo na segunda divisão, em 1960, conseguiu sua vingança diante do Santiago Wanderers e foi campeão da Copa do Chile, sendo a maior conquista do clube.
Apesar do rápido sucesso, o La Serena não conseguiu se consolidar no futebol chileno e, durante toda sua história, ficou alternando entre a primeira e a segunda divisão, o que fez da equipe uma das maiores campeãs da Primeira B com 4 títulos. Além de 1957, a equipe também ganhou a segunda divisão em 1987, 1996 e, mais recentemente, em 2024, quando voltou à elite após 2 anos de ausência.

## Rivalidades
Seu principal rival é o Coquimbo Unido, com quem protagoniza o emblemático "Clássico da Região de Coquimbo".

## Títulos
| NACIONAIS | NACIONAIS                       | NACIONAIS | NACIONAIS               |
|           | Competição                      | Títulos   | Temporadas              |
| --------- | ------------------------------- | --------- | ----------------------- |
|           | Copa Chile                      | 1         | 1960                    |
|           | Campeonato Chileno - 2ª divisão | 4         | 1957, 1987, 1996 e 2024 |

## Sedes e estádios

### La Portada
Manda seus jogos no Estádio La Portada, um estádio multiuso, em La Serena, que possui capacidade para 17.134 espectadores.